# Mario Erdheim
Mario Erdheim (* 25. Dezember 1940 in Quito) ist ein Schweizer Ethnologe und Psychoanalytiker. Seine Forschungsschwerpunkte sind die sozio-kulturellen Ursachen unbewusster Prozesse und deren Einflüsse auf die menschlichen Kulturen.

## Leben
Erdheims Mutter stammte aus  Zürich, sein Vater aus Wien. Durch die Heirat hatte die Mutter die Schweizer Staatsbürgerschaft verloren, sie entflohen als jüdische Familie nach Ecuador. Erdheim erhielt in einer der ältesten katholischen Kirchen Lateinamerikas, der Iglesia de Balbanera, die Taufe und besuchte bis zu seinem neunten Lebensjahr auch den katholischen Religionsunterricht. Er wurde in einem ausschließlich spanisch sprechenden Umfeld erzogen. Nach dem Tod seines Vaters verließ die Mutter mit ihrem Sohn Ecuador und zog 1953 in die Schweiz zurück, nach Zürich. Dort konvertierte er mit fast dreizehn Jahren zum Judentum.
Im Jahre 1961 absolvierte er erfolgreich seine Matura.
Von 1962 bis 1972 folgten Studien der Ethnologie, Geschichte und Psychologie in Wien, Basel und Madrid.
Ab dem Jahre 1970 ließ sich Erdheim in Zürich zum Psychoanalytiker ausbilden. Seine Dissertation wurde 1972 in Basel angenommen; der Titel lautete Prestige und Kulturwandel. Eine Studie zum Verhältnis subjektiver und objektiver Faktoren des kulturellen Wandels zur Klassengesellschaft bei den Azteken. Von 1972 bis 1975 arbeitete Erdheim in Zürich als Gymnasiallehrer für Geschichte. Von 1977 bis 1978 besuchte er Ecuador. 
In weiterer Folge führten ihn mehrere Forschungsaufenthalte zunächst nach Mexiko, bevor er als Lehrbeauftragter für Psychologie mit Schwerpunkt Ethnopsychoanalyse und Ethnopsychiatrie an die Universität Zürich ging. Im Jahre 1985 wurde er von der Universität in Frankfurt am Main habilitiert.
Erdheim hatte Gastprofessuren an den Universitäten Frankfurt am Main, Salzburg, Wien und Darmstadt inne, ehe er nach Zürich zurückkehrte, wo er seit 1975 eine psychoanalytische Praxis betreibt.

## Werke (Auswahl)
- Prestige und Kulturwandel. Eine Studie zum Verhältnis subjektiver und objektiver Faktoren des kulturellen Wandels zur Klassengesellschaft bei den Azteken. Focus-Verlag, Wiesbaden 1973, ISBN 3-920352-91-2.
- Die gesellschaftliche Produktion von Unbewußtheit. Eine Einführung in den ethnopsychoanalytischen Prozess. Suhrkamp, Frankfurt am Main 1982, ISBN 3-518-28065-1.
- Das Eigene und das Fremde. Über ethnische Identität. In: Psyche. 46 (8), 1992, S. 730–744
- Psychoanalyse, Adoleszenz und Nachträglichkeit. In: Psyche. 47 (10), 1993, S. 934–950
- Die Veränderung der psychischen Dynamik durch historische Prozesse am Beispiel von Dorothea Schlegels »Florentin«. In: Psyche. 51 (9-10), 1997, S. 905–925.
- Psychoanalyse und Unbewußtheit in der Kultur – Aufsätze 1980-1987. Suhrkamp, Frankfurt am Main 1988, ISBN 3-518-28254-9.
- Omnipotenz als Möglichkeitssinn. In: Freie Assoziation. 4, 2001.
- Sigmund Freud, Zwei Fallberichte. Zweite, unveränderte Auflage. Psychologie Fischer, Februar 2007. ISBN 978-3-596-10450-5, Einleitung von Mario Erdheim (S. 7–94).
- Die Bedeutung der Migration in jüdischen Lebensentwürfen. In: Konferenz: „Rezeptionen der Shoah und ihre Auswirkungen auf die Praxis“ 2. – 5. November 2008 Frankfurt am Main  S. 32–38.

## Interviews
- Rainer Hank: Macht macht bitter und krank., Interview in FAZ.net vom 3. August 2006
- Daniel Weber: Fremdenangst kennt jede Kultur., in NZZ Folio 1. Juni 1992
- Pit Wuhrer: Mario Erdheim: «Der Konsumwunsch erwächst aus den kapitalistischen Arbeitsbedingungen». Interview in Die Wochenzeitung, Nr. 21/2015 vom 21. Mai 2015